# جیان پیرو گیو
جیان پیرو گیو (انگلیسی: Gian Piero Ghio؛ زادهٔ ۲۸ ژانویهٔ ۱۹۴۴) بازیکن فوتبال اهل ایتالیا است.
از باشگاه‌هایی که در آن بازی کرده‌است می‌توان به باشگاه فوتبال اینتر میلان، باشگاه ورزشی لاتزیو، باشگاه فوتبال برشا، باشگاه فوتبال مونتسا، باشگاه فوتبال سمپدوریا، باشگاه فوتبال آتالانتا، باشگاه فوتبال آولینو، باشگاه فوتبال نووارا، و باشگاه فوتبال ناپولی اشاره کرد.